# Bořivoj Žufan
Bořivoj Žufan (11. ledna 1904 Praha – 3. března 1942 Praha) byl český akademický malíř, žák krajinářské speciálky prof. Otakara Nejedlého.

## Život
Bořivoj Žufan pocházel ze skromných poměrů, jeho otec, dělník z dílen ČSD, předčasně zemřel po pracovním úrazu. V letech 1921–1924 studoval na Uměleckoprůmyslové škole v Praze u Vratislava Brunnera a Josefa Schussera, v letech 1924–1928 na Akademii výtvarných umění v Praze v krajinářské speciálce prof. Otakara Nejedlého, v letech 1933–1934 na Uměleckoprůmyslové škole v Praze v ateliéru sochaře Karla Dvořáka. V letech 1938–1939 i Univerzitu Karlovu, Lékařskou fakultu.
V rámci Výroční výstavy žákovských prací Akademie obdržel ve školních letech 1924/25 a 1926/27 II. cenu v ateliéru prof. O. Nejedlého. V r. 1926 byl oceněn Buquoyovou nadací. Krátce vystavoval se svými spolužáky Bohumírem Dvorským a Aloisem Fišárkem s Moravskoslezským sdružením výtvarných umělců (od r. 1927).
V letech 1927–1929 maloval s dřívějším spolužákem z Akademie Janem Slavíčkem v Rybné nad Zdobnicí, v roce 1933 s Vincencem Benešem v Písku a v roce 1935 s Václavem Špálou ve Vlašimi. Byl přítelem malíře Miloslava Holého, který se Žufanem jezdil malovat ke Chlumci nad Cidlinou a dále k Orlickým horám. Opakovaně maluje v Tučapech u Soběslavi a v Polabí u Přelouče.
V letech 1935–1938 žil v Domažlicích u své sestry, profesorky domažlického gymnázia Libuše Žufanové. Od roku 1935 trpěl chronickými bolestmi hlavy, které způsobovalo onemocnění čelních dutin. Operace a ani její pozdější opakování neměly pozitivní účinek. Roku 1938 složil jako externí žák maturitu a dal se zapsat na medicínu, kterou studoval až do zavření vysokých škol nacisty.
Zemřel dva měsíce po svých osmatřicetinách. Je pochován na Olšanech, na hrobě umístěna mramorová socha Břetislava Bendy s názvem Smutek. Byl členem SVU Mánes, se kterým pravidelně vystavoval doma i v zahraničí od r. 1929 (člen od r. 1931) a který mu uspořádal posmrtnou výstavu na konci roku 1942. Na pražském domě Maiselova 76/12 byla v r. 1969 instalována pamětní deska od J. Malejovského, která byla později snesena.

## Dílo
Raná tvorba Bořivoje Žufana byla ovlivněna francouzským malířem Camille Corotem (např. Krajina s oráčem) a tvorbou prof. Otakara Nejedlého z poloviny dvacátých let (např. Cesta v polích a Alej se starými stromy). Společně s první generací žáků prof. Otakara Nejedlého (Jan Slavíček, Josef Hubáček, Bohumír Dvorský, Josef Olexa, Josef Vacke, Květoslav Endrýs, Vladimír Hroch a Alois Fišárek) postupně překonává neoklasicistní východiska své tvorby na zahraničních výjezdech speciálky na místa Cagnes sur Mer (1925), Cap d'Antibes (1926) a Suartello u Ajaccia (1928). Zlatá Praha postupně reprodukuje jeho obrazy Z francouzské Riviéry (Cagnes Sur Mer) (21. 1. 1926) a Finosello par Ajaccio (Korsika) (5. 7. 1928).
Po ukončení studia maluje nádherné fauvistické obrazy společně s Janem Slavíčkem. Dokladem jejich společně prožívané tvorby je obraz Z Německé Rybné, který maloval ze stejného místa i Jan Slavíček (v majetku GHMP Praha). Jeho výtvarný názor ovlivňují i jeho starší kolegové z Mánesa, zejména Václav Špála a Vincenc Beneš (např. obraz Na kraji lesa). Jar. Pečírka výstižně hodnotí: "Maloval krajiny a postavy, prosycené slunečním světlem a nasycené barvou, kypící a prudce planoucí." V portrétní a figurální tvorbě lze nalézt jak polohu fauvistickou (např. Sedící dívka), tak i více expresionistickou (např. Sedící žena). Na počátku 30. let se začíná pravidelně věnovat malbě akvarelem, a to i ve větších formátech. Tato technika vyhovovala jeho spontánní a vnitřně neklidné povaze. Prohlašuje "Maluji jaksi prudce, olej mne zdržuje." O. Mrkvička charakterizuje jeho přístup: "Žufan zmocňoval se viděného světa spíše instinktem, chtěl skutečnost, která jej zaujala, uchopit naráz, aby svému dojmu zachoval všechnu čerstvost." Mistrovským dílem je obraz Na samotě u lesa (původně sbírka JUDr. Emila Freunda), kde se mu podařilo lehkost a spontánnost akvarelu přenést do velkoformátového oleje. Mezi jeho nejlepší věci patří olej s kompozicí stojící postavy malíře v zahradě Malíř (z r. 1935) reprodukovaný ve Volných směrech v následujícím roce. Maluje na suchý silně nakřídovaný podklad uvolněnými tahy štětcem. Výrazně expresivnější pojetí jeho tvorby dobře reprezentuje obraz Cesta u Tučap (z r. 1936). Zřejmě o něco později je malována krajina Z Polabí, ve které již opouští náznaky geometrizace a zcela uvolněný rukopis mu umožňuje komponovat koňský povoz jako přirozenou součást krajiny.  V Domažlicích v letech 1935 až 1938 maloval většinou květinová zátiší, sestru v pokoji nebo portréty známých – zpravidla z okruhu domažlického gymnázia. V době studia medicíny maluje varianty obrazu Pitva. V závěru života maloval v Chroustovicích u spolužáka malíře Josefa Haška, kde namaloval rozměrný a vynikající akvarel (temperu?) V zahradě.
A. Birnbaumová v reakci na jeho posmrtnou výstavu píše: "Byl-li malířem chvíle inspirační a spontánního zaujetí, pak ho činí souřadným genium, že jeho obrazy jen působí tímto způsobem, aniž jimi ve skutečnosti jsou. Neboť inteligence stavby, sladění barev, smělost rukopisu, to vše koření v inteligenci pracovního úsilí, které se nemohlo a nikdy neuspokojilo pouhým smyslovým zaujetím."

### Samostatné výstavy
- 1938 – Bořivoj Žufan, Dolní Újezd
- 1940 – Bořivoj Žufan, Hořany u Loun
- 1942 – Posmrtná výstava Bořivoje Žufana, Mánes, Praha
- 1947 – Bořivoj Žufan: Obrazy, Galerie Jos. R. Vilímek, Praha
- 1962 – Bořivoj Žufan: Výstava k dvacátému výročí autorovy smrti, Dům umění města Brna, Brno
- 1962 – Bořivoj Žufan, Dům umění, Ostrava
- 1964 – Bořivoj Žufan 1904–1942: Výběr z díla, Městská knihovna Praha, Praha
- 1967 – Bořivoj Žufan 1904–1942: Obrazy, Výstavní síň Městského muzea a knihovny Čáslav, Čáslav
- 1975 – Bořivoj Žufan: Výběr z díla, Galerie Václava Špály, Praha
- 1984 – Bořivoj Žufan: Obrazy, akvarely, Letohrádek Ostrov, Ostrov

## Zastoupení ve sbírkách
- Národní galerie v Praze, např. obrazy Zátiší se stolkem, Malíř a Sestra u okna
- Moravská galerie v Brně, např. akvarely Mýtina a Kytice
- Galerie hlavního města Prahy, např. obrazy Krajina s oráčem, Sedící dívka a Štíty domů
- Západočeská galerie v Plzni, např. obrazy Pohřeb, Kvetoucí katus a Podzimní krajina
- Oblastní galerie v Liberci, např. obrazy Z Korsiky, Žena se zátiším a Dvorec v zimě
- Galerie výtvarného umění v Ostravě, např. obrazy Krajina od Blanice a V zahradě
- Galerie výtvarného umění v Chebu, obraz V ateliéru
- Oblastní galerie Vysočiny v Jihlavě, akvarel U Ležáků
- Galerie Středočeského kraje, obraz Děvčátko v červených šatech

## Galerie

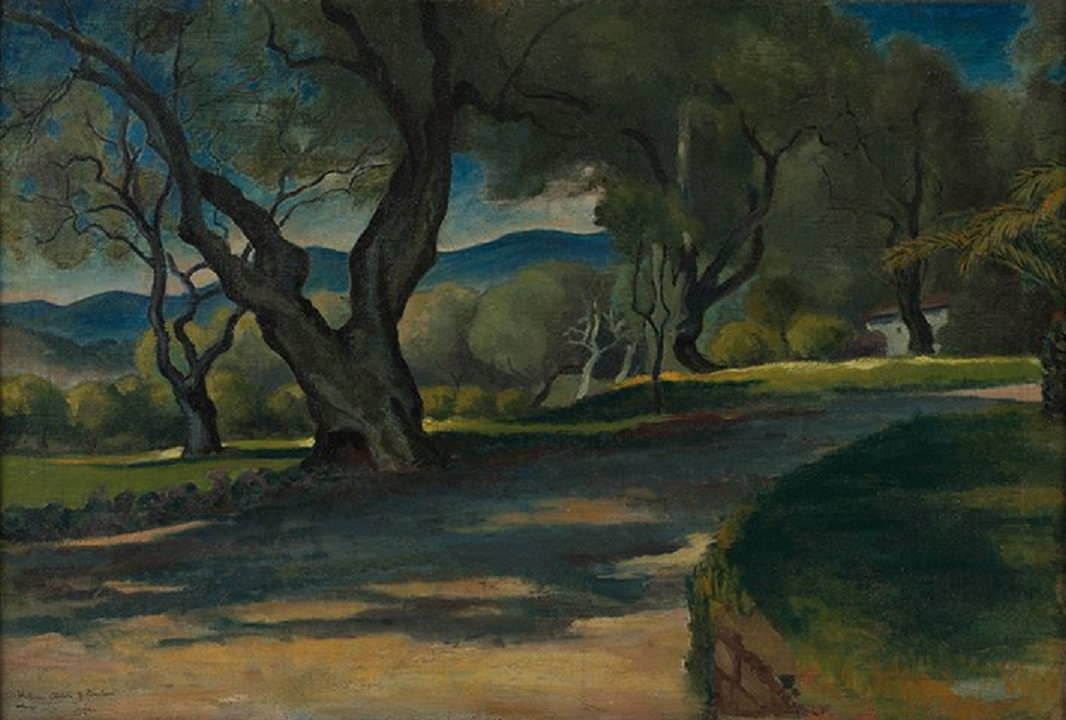
Bořivoj Žufan Alej se starými stromy
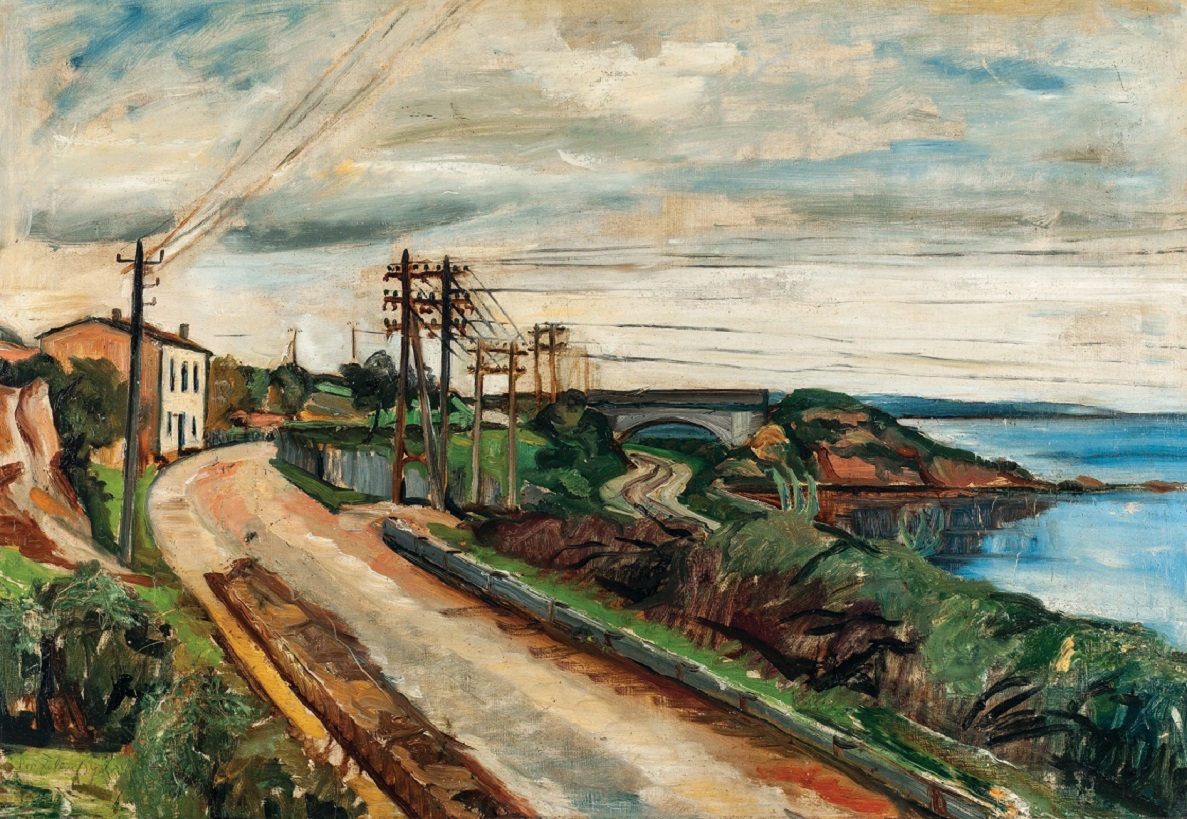
Bořivoj Žufan Z Korsiky ??? (1927)
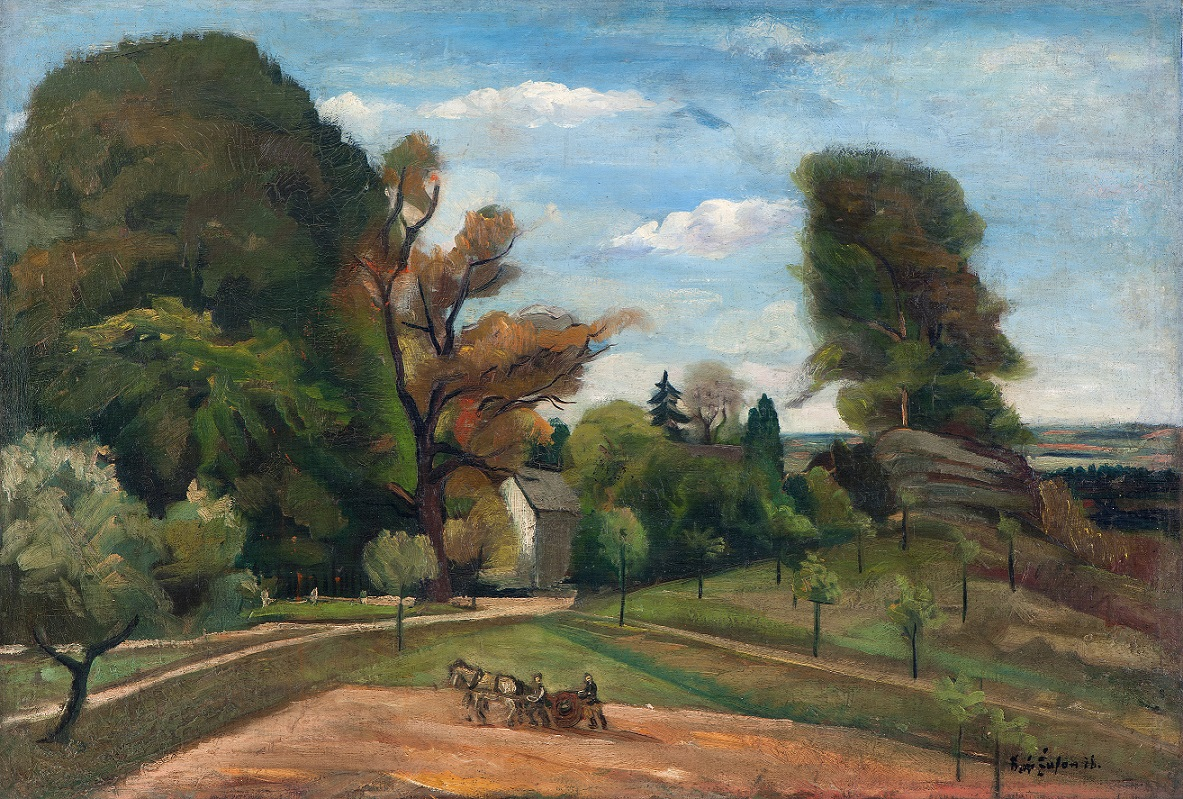
Bořivoj Žufan Krajina s oráčem (1928)
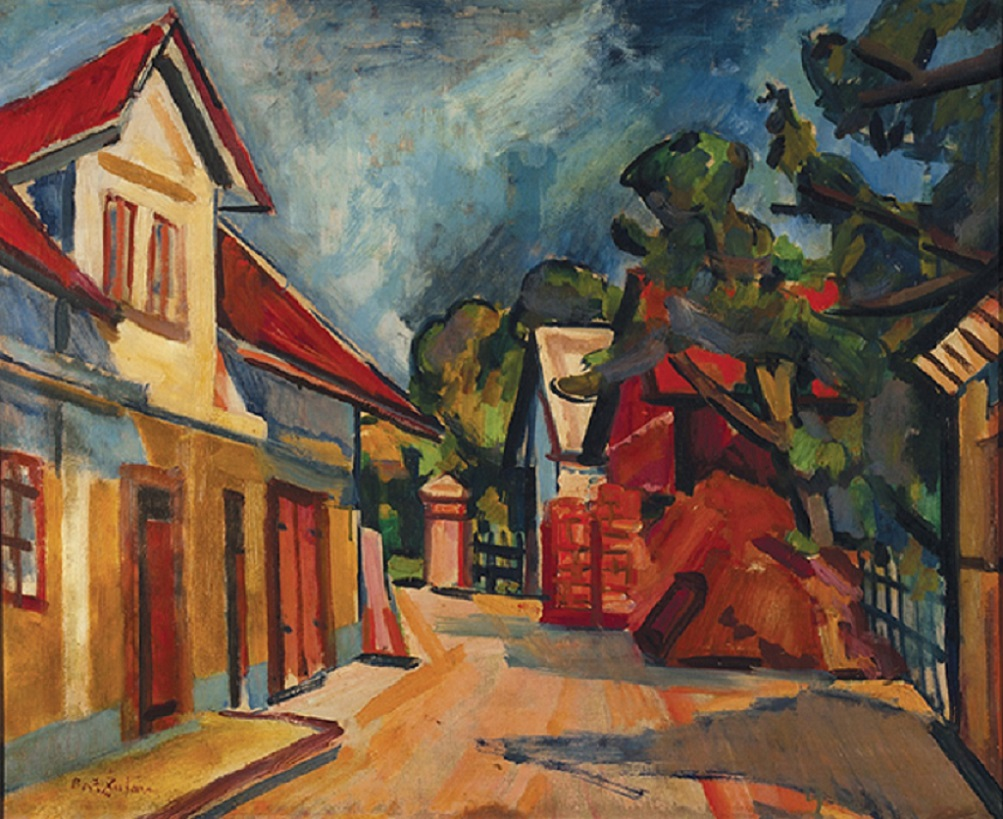
Bořivoj Žufan Z Německé Rybné (1927-29)
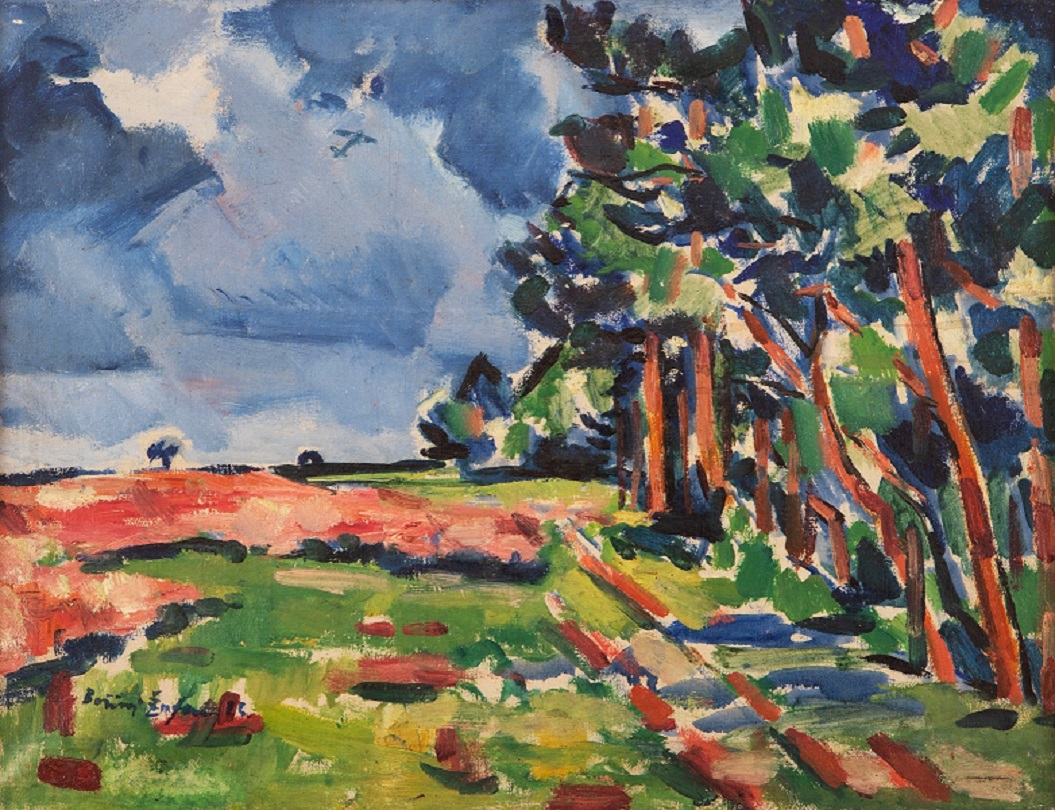
Bořivoj Žufan Na kraji lesa
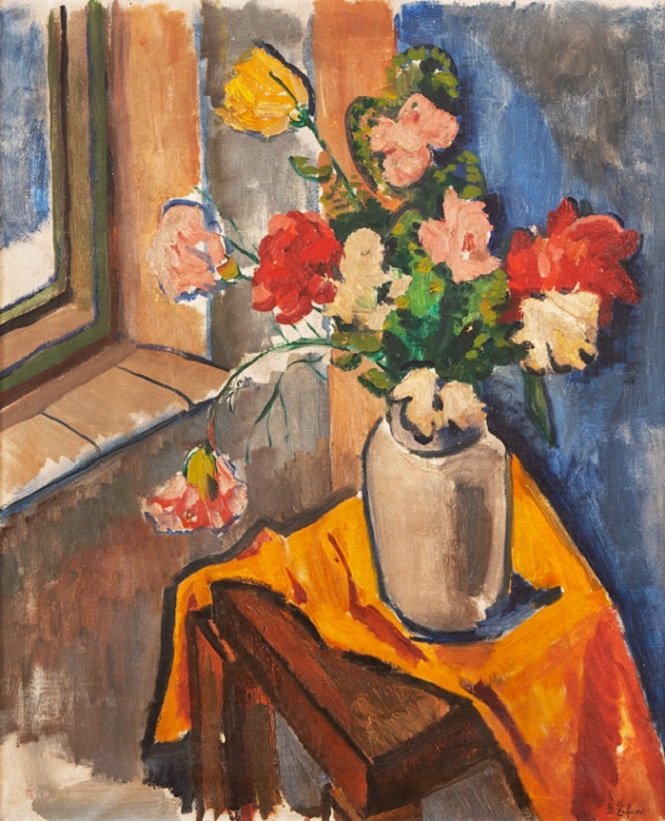
Bořivoj Žufan Květinové zátiší
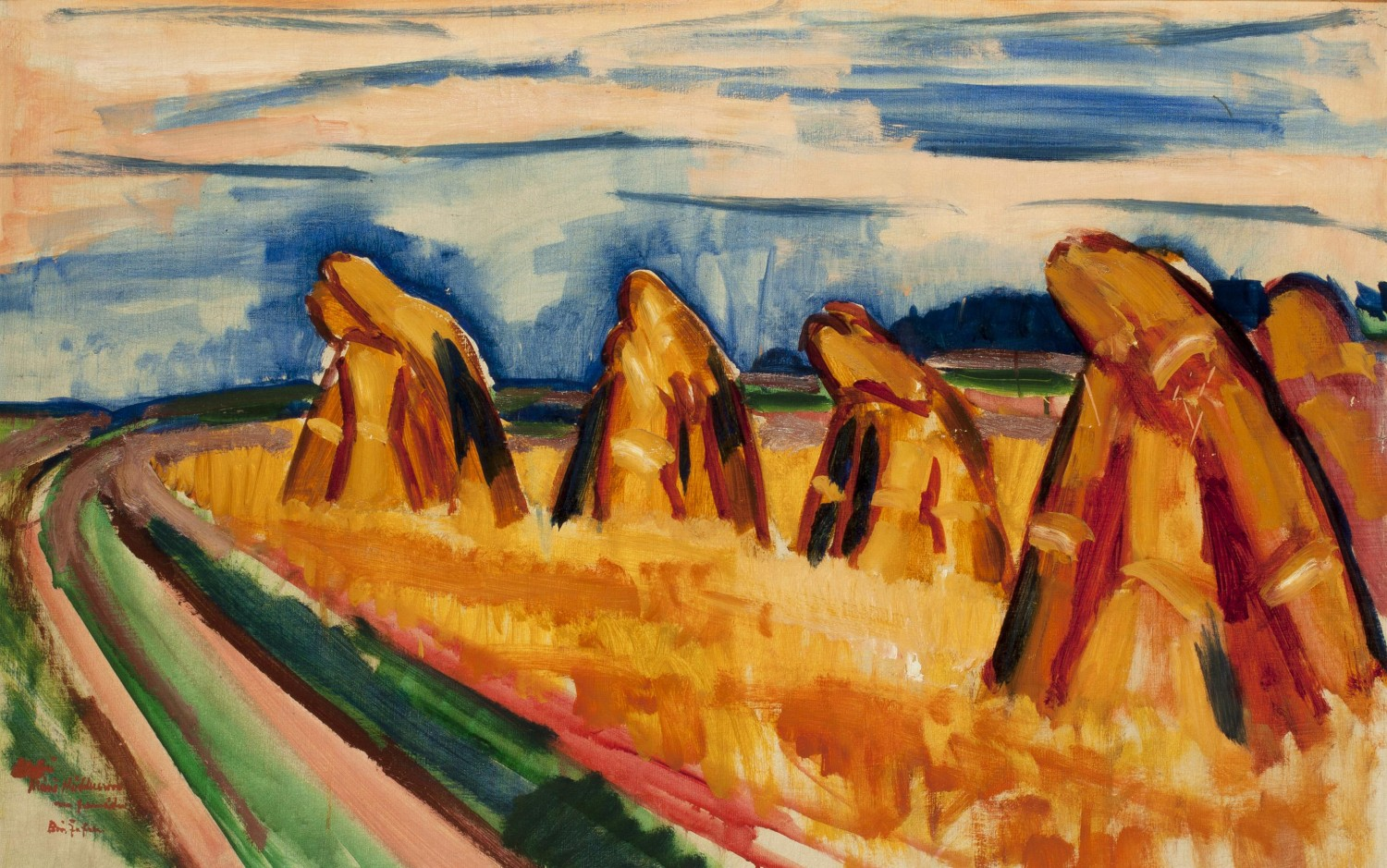
Bořivoj Žufan Žně u Tučap (1930)
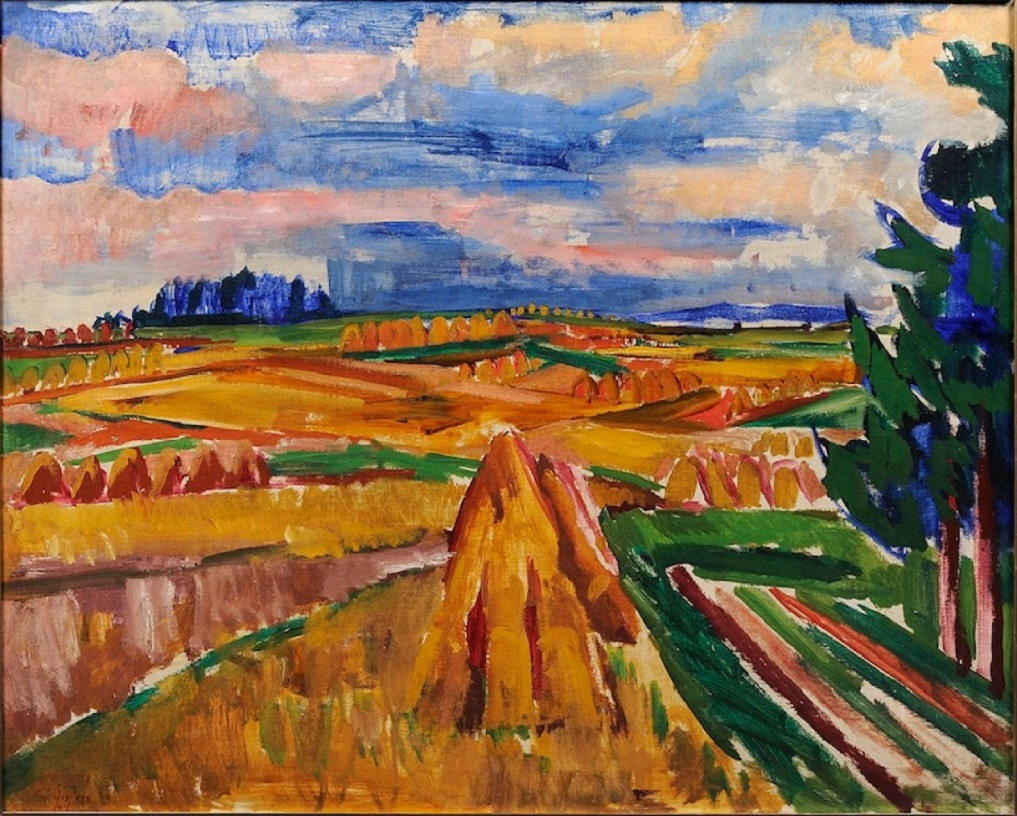
Bořivoj Žufan Letní krajina (1930)
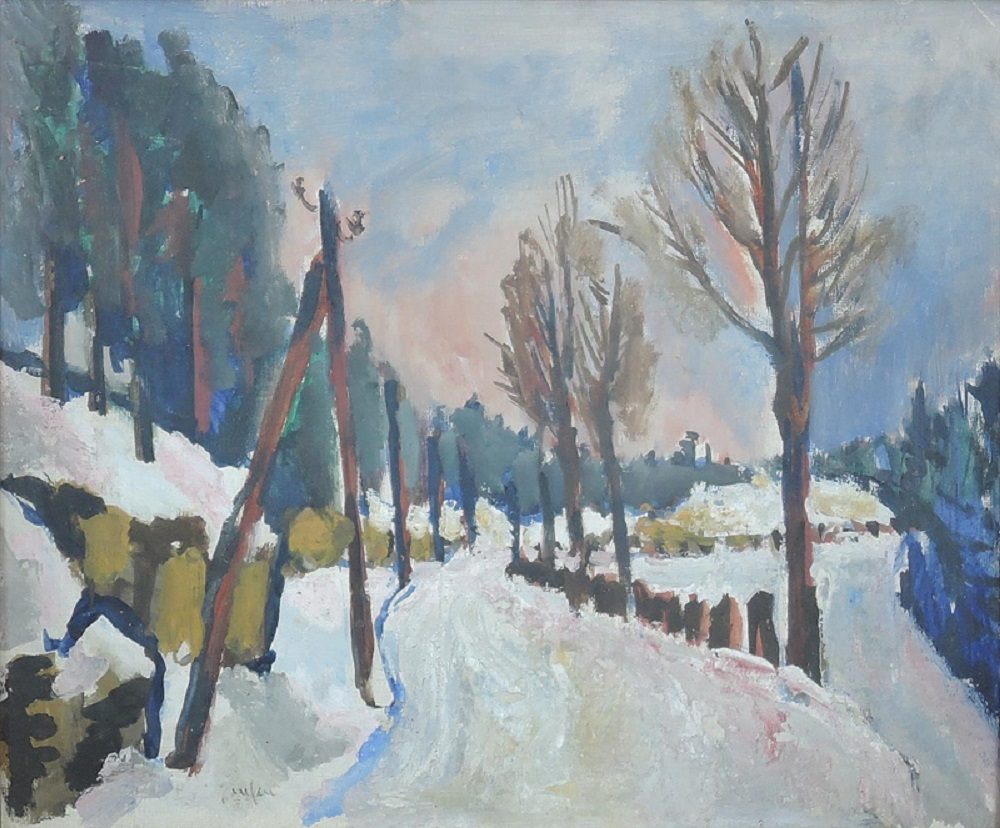
Bořivoj Žufan Zimnní krajina
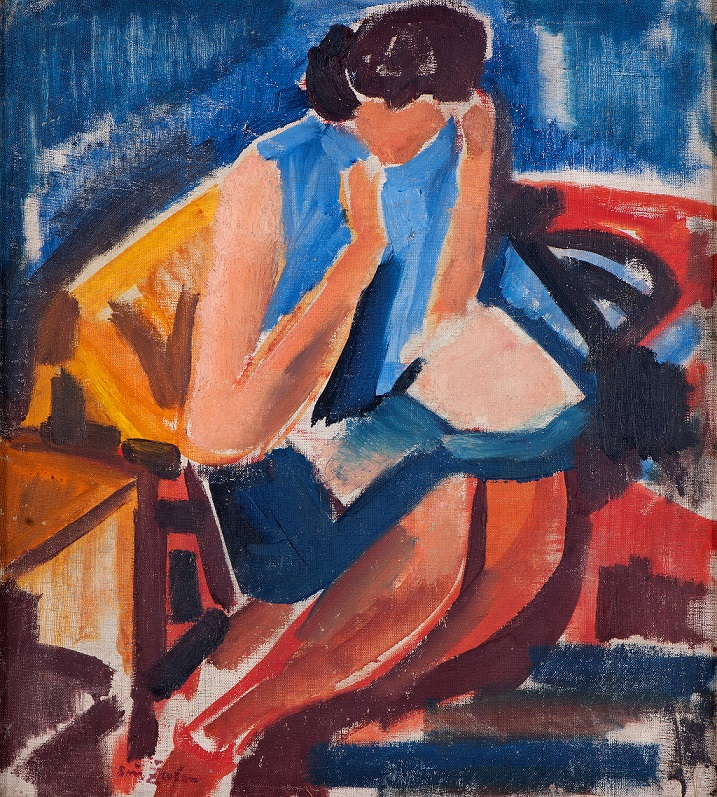
Bořivoj Žufan Sedící dívka
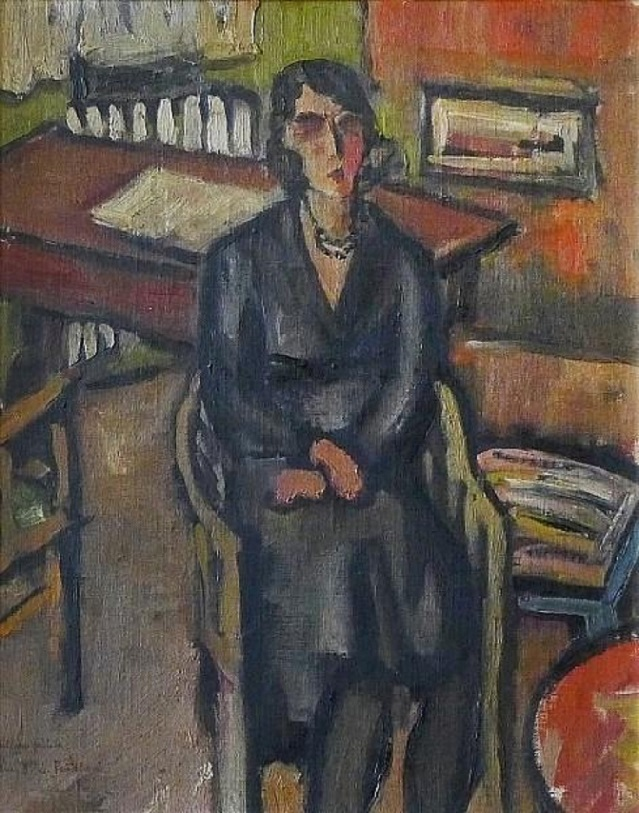
Bořivoj Žufan Sedící žena
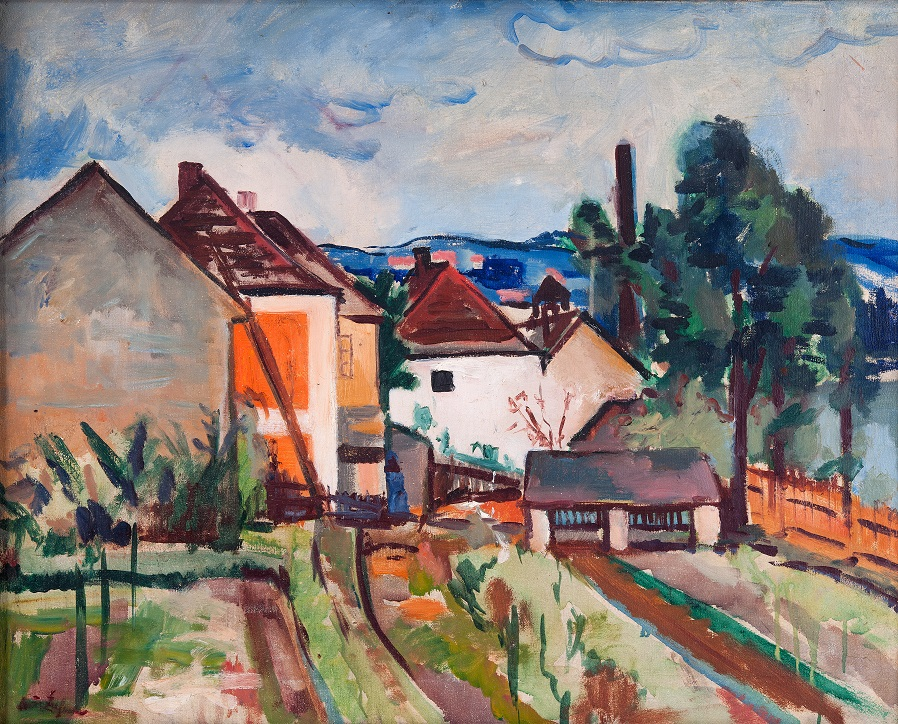
Bořivoj Žufan Štíty domů
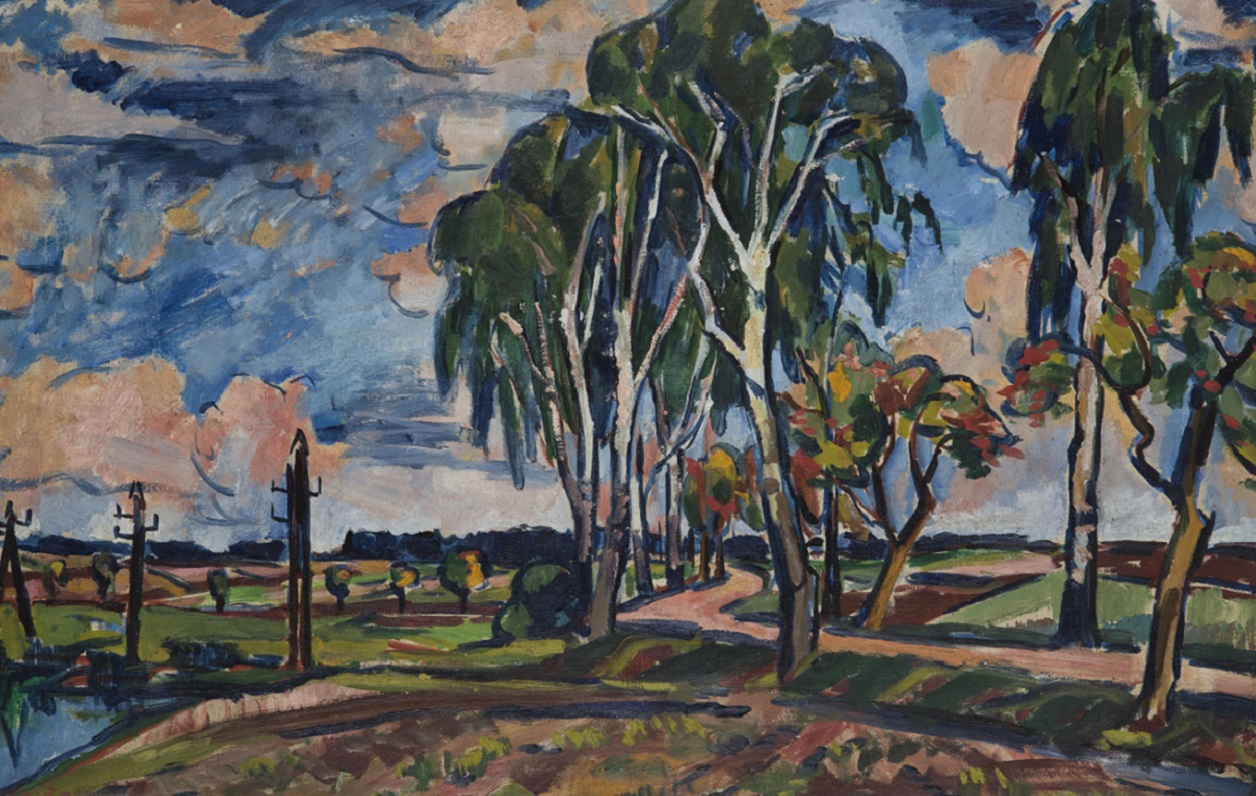
Bořivoj Žufan Cesta u Tučap (1936)
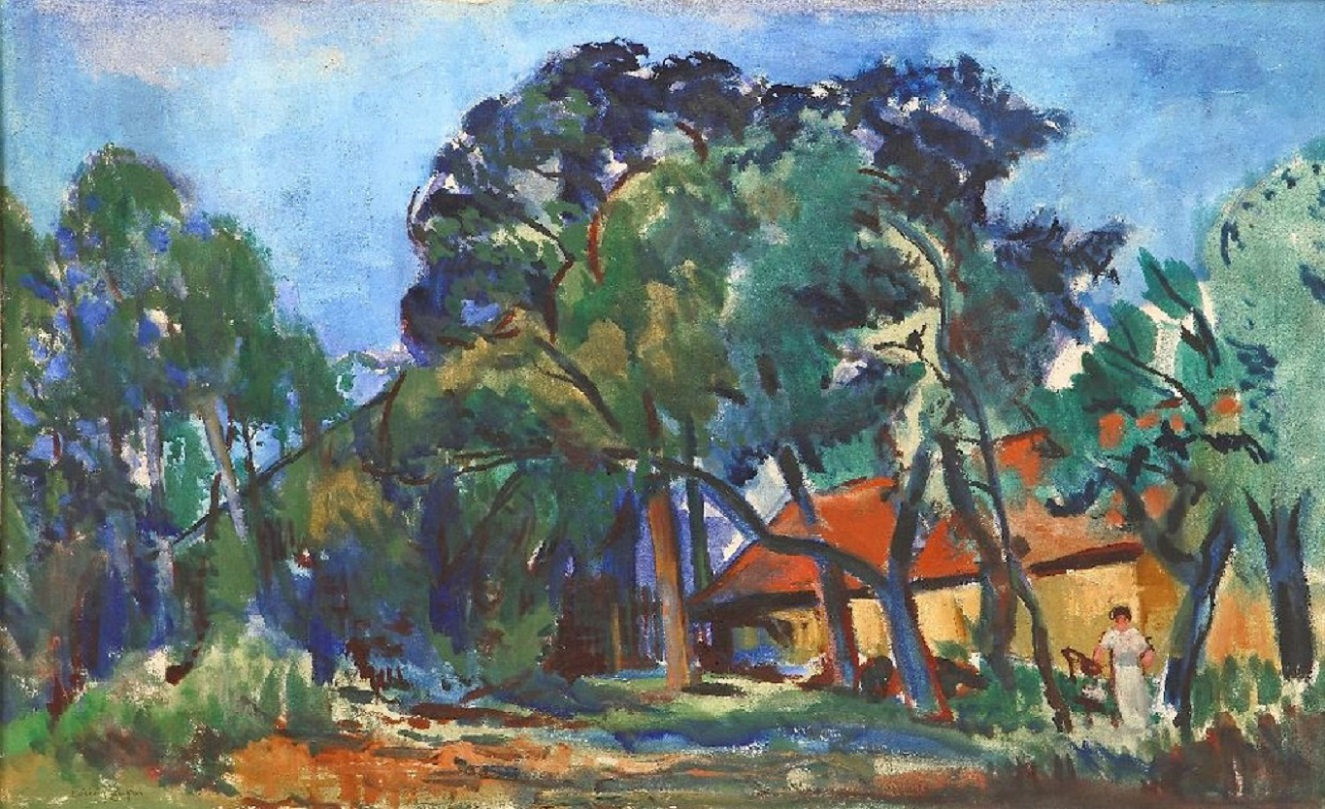
Bořivoj Žufan Na samotě u lesa
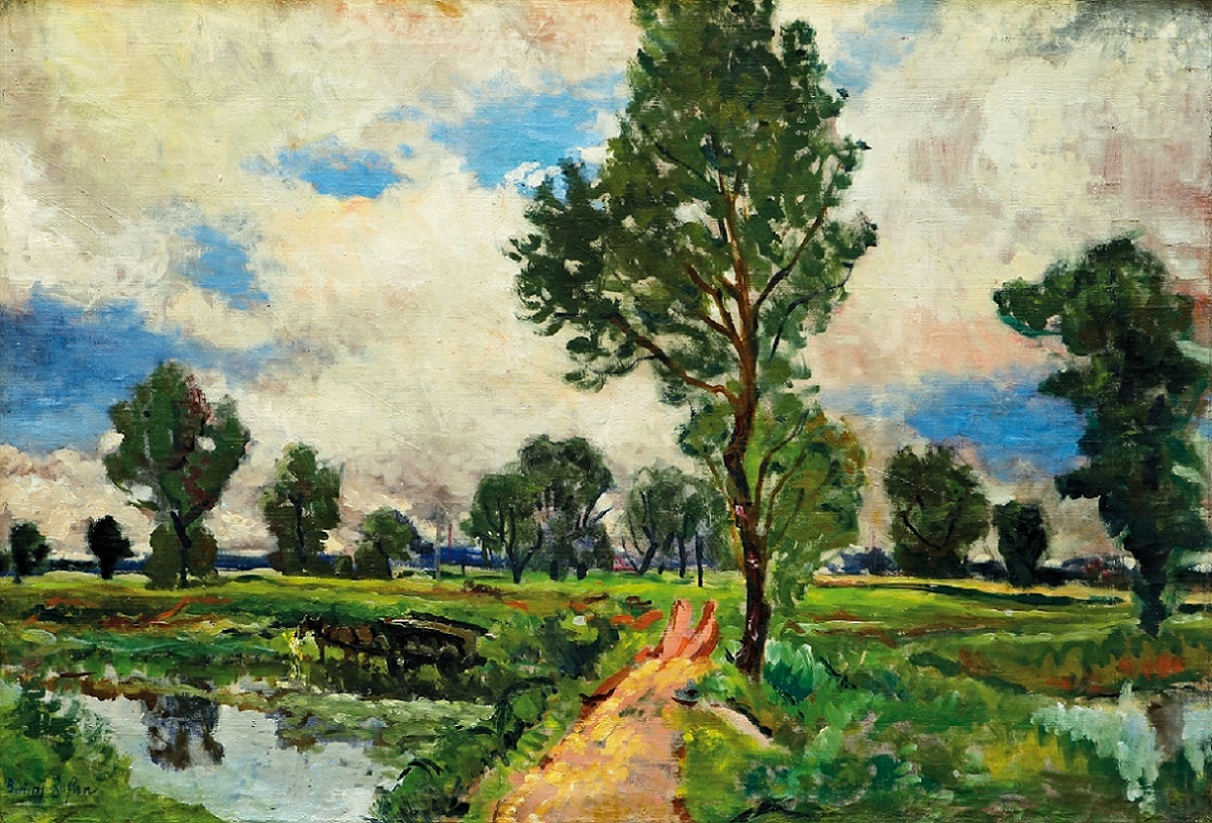
Bořivoj Žufan Z Polabí
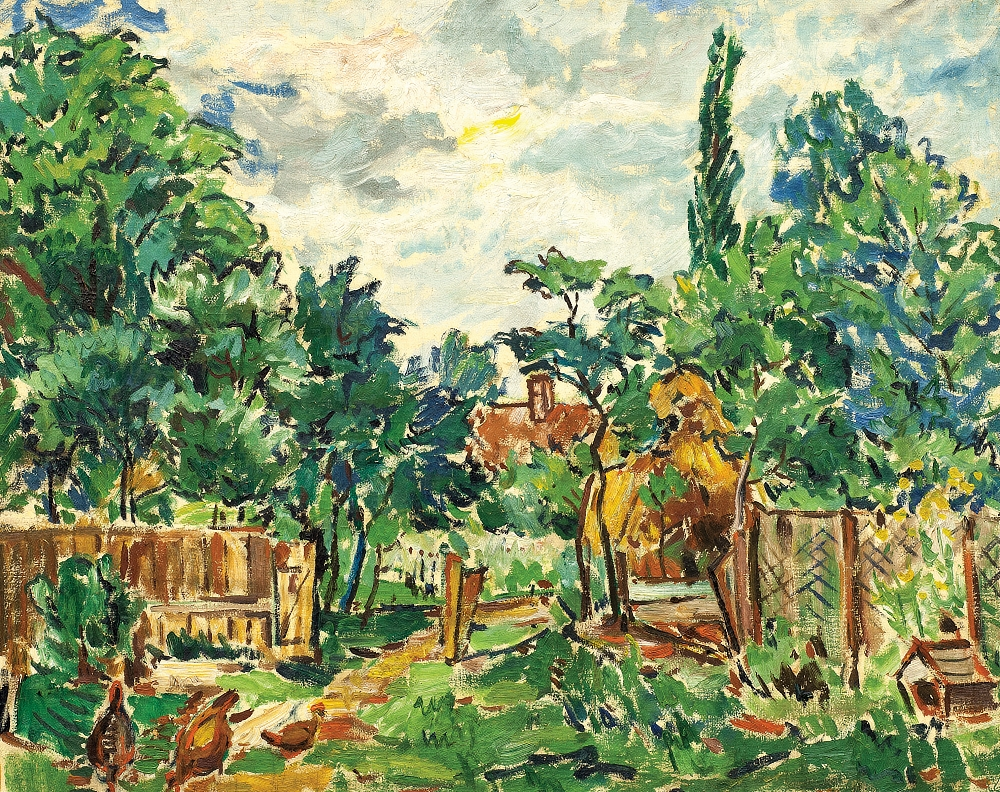
Bořivoj Žufan Venkovský dvorek
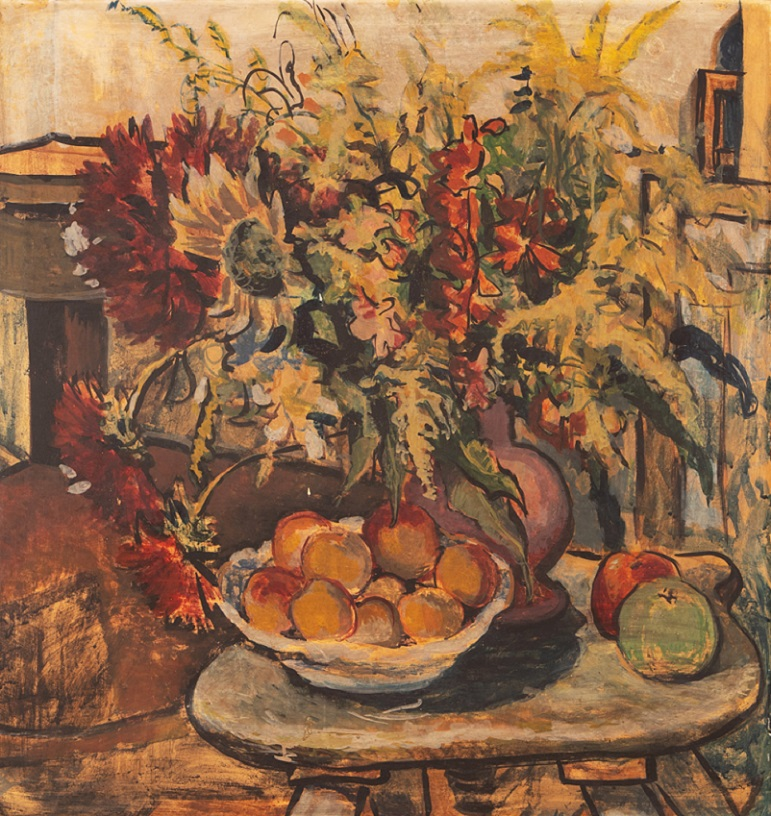
Bořivoj Žufan Zátiší (1941)
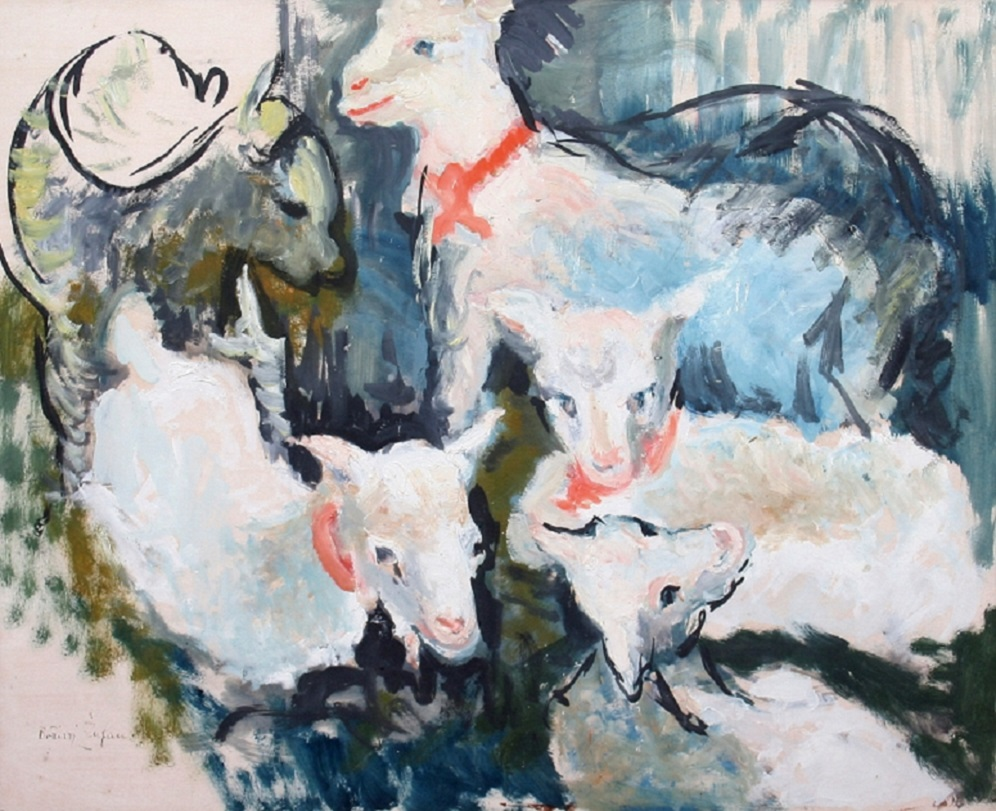
Bořivoj Žufan Kuzlátka
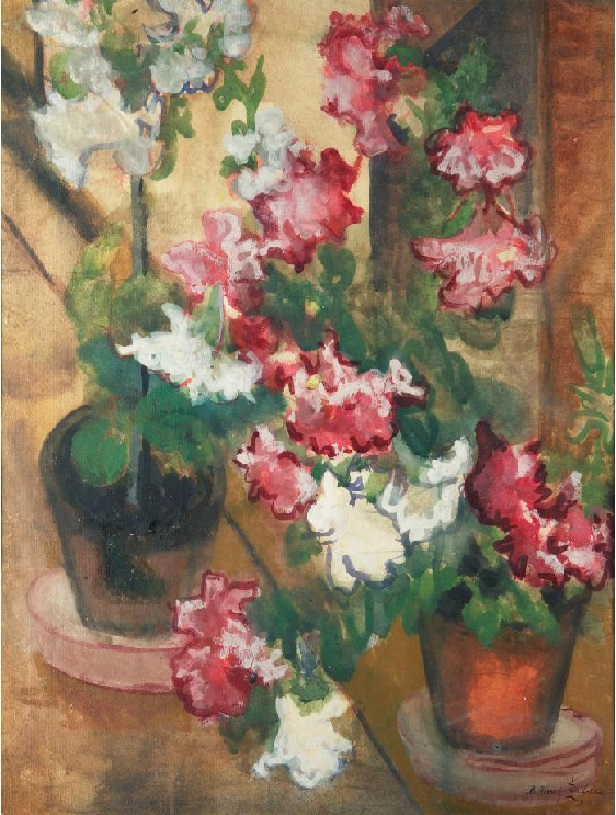
Bořivoj Žufan Bramboříky
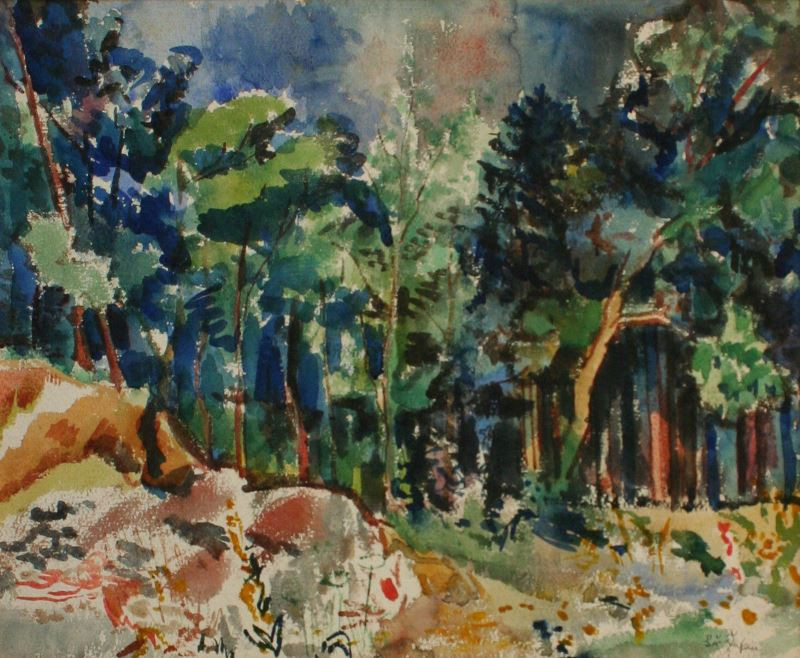
Bořivoj Žufan Mýtina (akvarel)
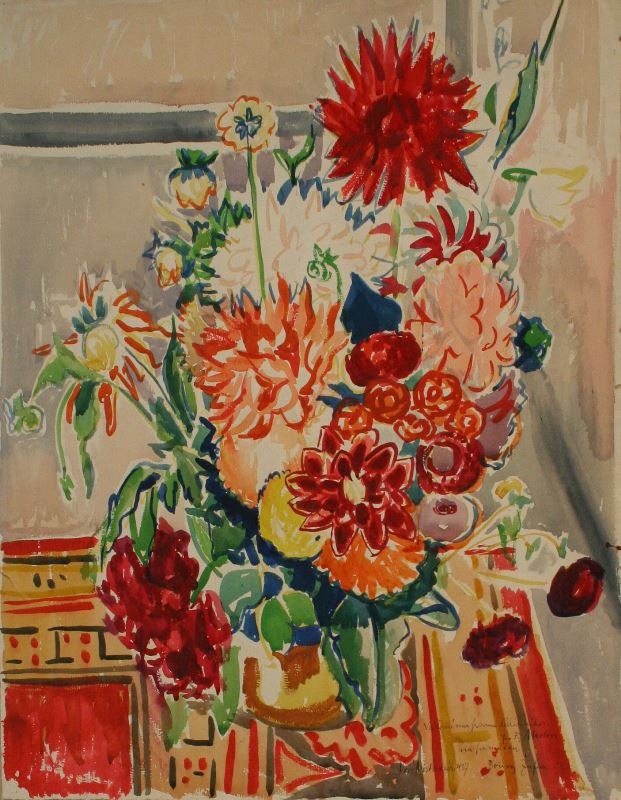
Bořivoj Žufan Kytice (akvarel)